# Třebívlice
Třebívlice (deutsch Trieblitz, Trziblitz, auch Triblitz) ist eine Gemeinde und ein gleichnamiges Dorf in Tschechien. Sie gehört zum Okres Litoměřice.

## Geographie
Der Ort befindet sich 7 km westlich von Třebenice im Südwesten des Böhmischen Mittelgebirges. Er liegt in 275 m ü. M. am Kuzovský potok. Nördlich führt die Staatsstraße 15 vorbei. Třebívlice liegt an der Nebenbahn Most–Lovosice.

## Geschichte
Die erste urkundliche Erwähnung stammt von 1318. Seit dem 15. Jahrhundert sind vier Grundherrschaften nachweislich, der obere und der untere Hof sowie die obere und die untere Feste. Die alteingesessene Familie von Udritsch von der unteren Feste erwarb 1560 den gesamten Ort, der 1586 nach Erbteilung in Unter-Trziblitz und Ober-Trziblitz unterschieden wurde. Ober-Trziblitz gelangte an die Familie Kaplirz de Sulewicz und über verschiedene andere Besitzer an die Lobkowicz.

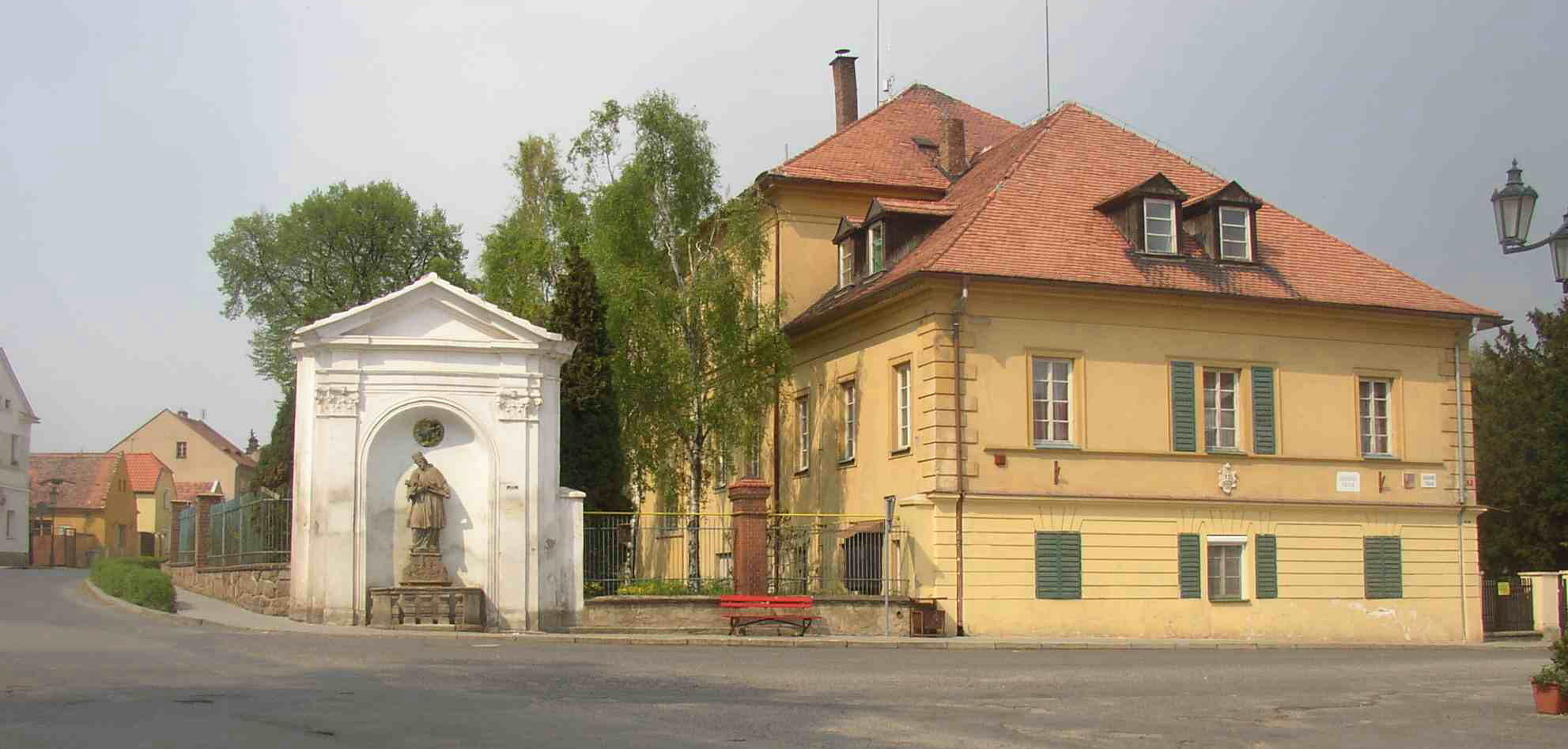
Nepomuk-Kapelle und Schloss

Historisch bedeutsam war vor allem Unter-Trziblitz, das 1622 in den Besitz von Johann Ritz von Lichtenfeld überging. 1651 erwarb der Postmeister Ferdinand Prucher die Herrschaft. Über dessen Tochter gelangte der Besitz an den Tiroler Adligen Ulrich von Klebelsberg, dessen Nachkommen, im Jahre 1732 noch die Grundherrschaften Leskay, Semtsch und Jetschan hinzuerwarben. Unter den Klebelsberg wurde zwischen 1787 und 1815 die untere Feste zum Barockschloss umgebaut. 1812 wurde Ober-Trziblitz von den Lobkowicz abgekauft.
Der k.k. Finanzminister Franz Josef Graf von Klebelsberg-Thumburg ließ 1836 das barocke Schloss abreißen und durch einen schlichten klassizistischen Bau ersetzen. 1843 heiratete der 69-jährige Klebelsberg die Witwe Amalie von Levetzow, geborene von Brösigke, die aus ihren Ehen mit dem Hofmarschall Joachim Otto Ulrich von Levetzow und dessen Vetter Friedrich Carl Ulrich von Levetzow die drei Töchter Ulrike, Amalie und Bertha mitbrachte. Ulrike von Levetzow galt in ihrer Jugend als die letzte Liebe des alternden Goethe. Sie blieb unverheiratet und erbte nach dem Tod des Stiefvaters die Herrschaft.
Nach dem Tod Ulrike von Levetzows erbte ihr Neffe Adalbert Baron Rauch den Besitz. Rauch veräußerte das Schloss 1901 an die Stadt Brüx, die darin ein Kinderheim einrichtete. Seit 1920 dient das Schloss als Schule.
Seit 1999 besteht im Gartenhaus des Schlosses eine Ausstellung zu Ulrike von Levetzow.
Im Jahre 2006 erfolgte die Neugestaltung des Marktplatzes.
Das Gebiet um Litoměřice/Leitmeritz gilt als das zweitgrößte Weinbaugebiet Böhmens. Seit 2004 wird an die lange Weinbautradition in Třebívlice (Trziblitz) mit dem Weingut Johann W wieder angeknüpft.

## Gemeindegliederung
Die Gemeinde besteht aus den Ortsteilen Blešno (Plöschen), Dřemčice (Dremtschitz), Dřevce (Drefze), Leská (Leskay), Šepetely (Schöppental), Skalice (Skalitz), Staré (Starrey) und Třebívlice (Trieblitz).
Das Gemeindegebiet gliedert sich in die Katastralbezirke Dřemčice, Dřevce, Leská, Šepetely, Skalice u Lovosic, Staré und Třebívlice.

## Partnerschaften
- Wiederitzsch, Stadtteil von Leipzig, Deutschland
- Grünhain-Beierfeld, Sachsen, Deutschland

## Sehenswürdigkeiten

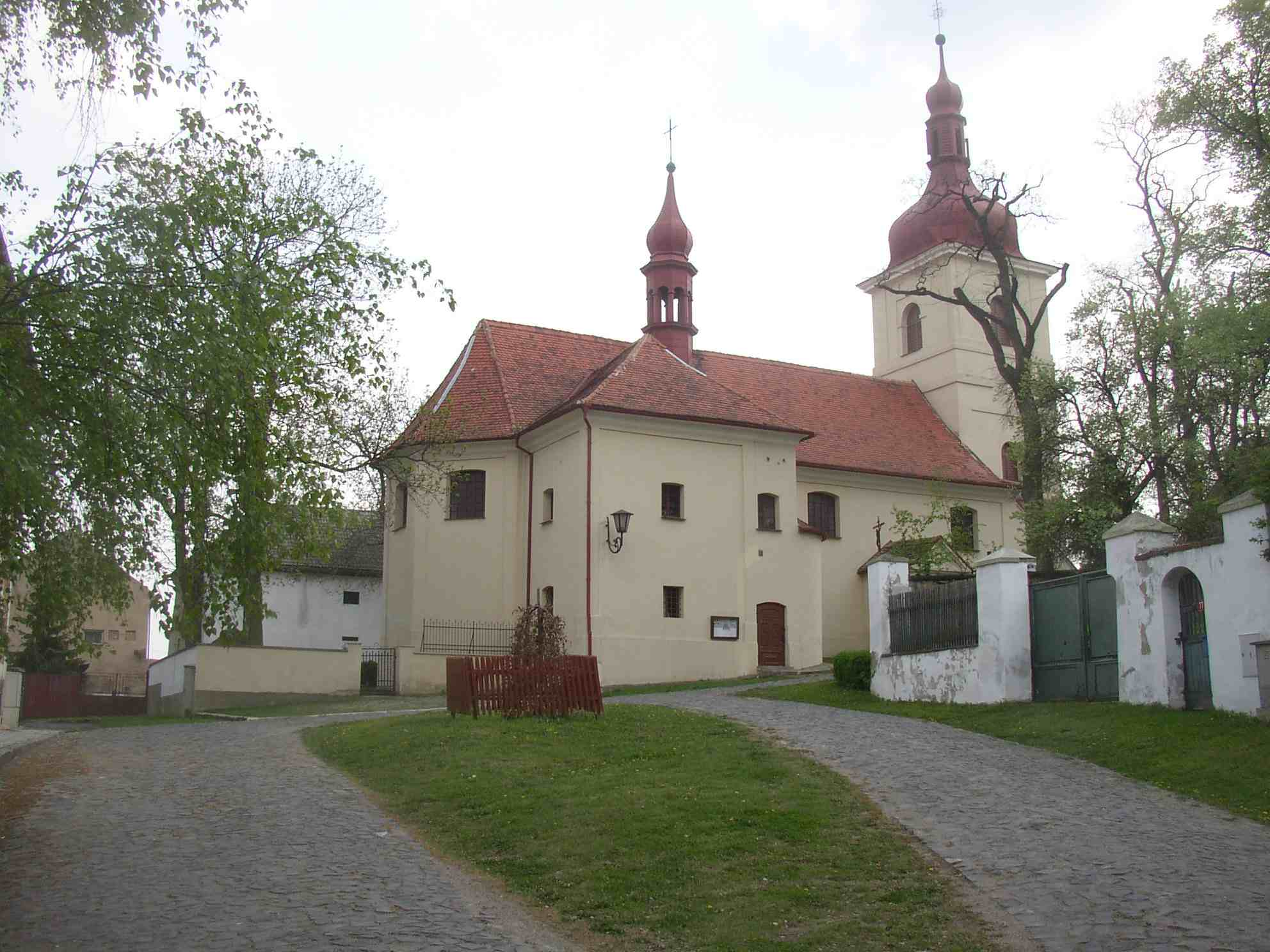
Pfarrkirche des Hl. Wenzel

- Schlosspark mit Teichanlagen am Kuzovský potok
- Ulrike von Levetzow-Ausstellung im Gartenhaus des Schlosses
- Pfarrkirche des hl. Wenzel von 1695
- Pfarrhaus von 1787
- Kapelle des hl. Johannes von Nepomuk von 1731
- Bildsäulen des hl. Florian, des hl. Alois sowie von Johann Amos Comenius
- Synagoge (Třebívlice)
- Jüdischer Friedhof (Třebívlice)
- Weingut Johann W